# Родосский морской закон
Родосский морской закон — обычное право острова Родос, сложившееся в античный период.
Родосское морское право разрабатывалось римскими юристами, в особенности так называемым lex Rhodia de jactu mercium, по которому, если для облегчения или спасения корабля часть груза выбрасывается за борт, убыток должен быть распределен пропорционально между хозяином спасенного корабля и хозяевами спасенного груза. Извлечения из относящихся сюда сочинений римских юристов составляют в дигестах особый титул, под тем же заглавием (Lib. XIV, tit. 2).
Существует еще греческий сборник морского права под заглавием νόμος ’Ροδίων ναυτικός, не имеющий, однако, никакого отношения к острову Родосу. Сборник этот состоит из трех частей. В первой содержится рассказ о том, что родосские морские законы были приняты и подтверждены несколькими римскими императорами, что исторически ничем не подтверждается; вторая часть трактует о морской полиции и о некоторых договорах; третья, наиболее важная, обнимает почти все отношения по морской торговле. Раньше предполагали, что это сборник обычного права адриатического побережья, относящийся к VIII—X векам, но затем было доказано, что основу этого сборника, а именно третью часть его, составляет памятник византийского законодательства эпохи исаврийской династии, к которому впоследствии присоединены были и остальные две части. Сборник, составленный в VIII—IX в., включен был и в Базилики; соответствующая книга последних утеряна и восстановлена Геймбахом на основании этого сборника. И после издания Базилик сборник родосского морского права сохранил силу в Византийской империи. В Южной Италии, после отделения её от Византии, он продолжал действовать до XV века.